# Fukakusza állomás
Fukakusza állomás (深草駅; Hepburn: Fukakusa-eki) egy vasútállomás, melynek elhelyezkedése Fusimi-kerület, Kiotó, Kiotó prefektúra, Japán.

## Vasútvonalak
- Keihan Elektromos Vasút
  - Keihan Fő Vonal

## Elrendezés
Az állomáson négy vágány halad át, a peronok száma kettő. Az első és második vágányon haladó vonatokkal Oszaka felé mehetünk, a harmadik és negyedik vágányon haladó vonatokkal pedig Kiotó felé. Az állomáshoz legközelebbi egyetem a Ryukoku Egyetem, Fukakusza kampusza.